# Jefunne (potomek Asera)
Jefunne – postać biblijna Starego Testamentu wspomniana w 1 Kronik 7,38. Izraelita, syn Jetera z pokolenia Asera. Z Pisma Świętego dowiadujemy się, że był on dzielnym „wojownikiem i mocarzem” oraz przełożonym naczelników. Inny sposób oddania imienia to Jefone (Biblia gdańska) i Jephone (Biblia Jakuba Wujka).